# Froot (песня)
«Froot» — песня валлийской певицы и автора песен Marina and the Diamonds. Песня была выпущена в день рождения певицы, 10 октября 2014 года, после чего была выпущена в качестве сингла в поддержку альбома Froot лейблом Atlantic Records 11 ноября 2014 года. Автором песни является Марина Диамандис. Позже, состоялась премьера музыкального видео на YouTube.

## История создания
В марте 2014 года, Диамандис поделилась в своём аккаунте Twitter: «Я хранила это для вас всё лето». Она загружала отрывки тогда ещё неизданной песни «Froot» в течение всего сентября в аккаунте Instagram, а уже через месяц опубликовала текст песни там же. 10 октября, в день рождения певицы, песня была выпущена для цифрового скачивания. Премьера музыкального видео состоялась в тот же день. Позже, песня была выпущена в качестве сингла в поддержку альбома Froot лейблом Atlantic Records 11 ноября 2014 года. Продюсером сингла выступил Дэвид Костэн.

### Музыкальное видео

Кадры из музыкального видео «Froot»

10 октября 2014 года Диамандис представила на своём канале YouTube аудио песни «Froot». В начале видео появляется логотип песни, который переливается из одного цвета в другой; на заднем плане чёрный фон, напоминающий космос, также на нём присутствуют звёзды, анимированные фрукты и космические объекты. Видео было создано художником Биллом Ричардсом, подготовивший такое же видео для промосингла «Happy» альбома Froot. 4 ноября, Диамандис написала в Twitter, что представит музыкальное видео на композицию на неделю позже. В тот же день, певица опубликовала промо-фотографию к видео.
Музыкальное видео на песню «Froot» было снято в Элтемском дворце в конце октября 2014 года. Режиссёром видео выступил Чино Мойа. Премьера видеоклипа состоялась 11 ноября 2014 года на официальном канале певицы на YouTube. Вместо оригинальной песни, в видео используется укороченная радио-версия сингла. Клип длится более четырёх минут. По сюжету, Диамандис разгуливает по особняку 20-х годов. Также, присутствуют сцены танцев.

## Мнения критиков
Песня получила в целом положительные отзывы от музыкальных критиков. Хайдин Мэндерс из Refinery29 отметил, что трек в сочетании с «насмешливой игрой слов» от альбома The Family Jewels (2010) и «несомненным танцевальным стилем» от Electra Heart (2012) Диамандис, был использован, чтобы помочь ей «освободиться от культового статуса». Лукас Вилла из AXS описал песню, как «электро-поп трек, написанный под впечатлением от видеоигр 80-х», послуживший возвращением Диамандис с новым материалом. Дэвид Дэди из MusicScene.ie заявил: этот трек «показал, что её поклонники разделились во мнении». Райан Рид из Billboard дал песне «Froot» 2,5 звезд и пяти. Он назвал песню «поп-фейерверком» и назвал её производство «акустически свежим», тем не менее, текст он посчитал устаревшим.

## Список композиций
| №  | Название | Автор(ы)         | Продюсер(ы)                    | Длительность |
| -- | -------- | ---------------- | ------------------------------ | ------------ |
| 1. | «Froot»  | Марина Диамандис | Дэвид Костэн, Марина Диамандис | 5:31         |

| №  | Название | Автор(ы)         | Длительность |
| -- | -------- | ---------------- | ------------ |
| 1. | «Froot»  | Марина Диамандис | 4:13         |

## Участники записи
- Marina and the Diamonds (Марина Диамандис) — автор, композитор, вокал
- Дэвид Костэн[англ.] — продюсер

## История релиза
| Регион | Дата           | Формат               | Лейбл            | П.     |
| ------ | -------------- | -------------------- | ---------------- | ------ |
| Земля  | 11 ноября 2014 | Цифровая дистрибуция | Atlantic Records | [ 18 ] |